# 王浦劬
王浦劬（1956年9月—），男，江苏盐城人，中国政治学家，现任北京大学教授、博士生导师。曾任中国行政管理学会副会长、顾问。